# Нижегородская областная психоневрологическая больница № 1 им. П. П. Кащенко
Государственное бюджетное учреждение здравоохранения Нижегородской области «Нижегородская областная психоневрологическая больница № 1 им. П. П. Кащенко» (сокращённо ГБУЗ НО «НОПНБ № 1») — психиатрическая больница, расположенная в деревне Ляхово (Приокский район Нижнего Новгорода). Целью создания больницы, согласно внутреннему уставу, является обеспечение населения высококвалифицированной медицинской помощью, оказание городским и сельским психиатрическим учреждениям Нижегородской области лечебно-консультативной и организационно-методической помощи, а также оказание реабилитационной помощи лицам, страдающим психическими расстройствами. Учреждение оказывает реабилитационную и социально-психологическую помощь страдающим психическими расстройствами лицам, оказывается содействие в их трудоустройстве, оказывает социально-бытовую помощь, решает вопросы опеки, производит уход за престарелыми и инвалидами с психическими расстройствами.
В настоящее время в больнице имеется 13 отделений и лечебно-диагностические службы и кабинеты. 9-е детское психиатрическое отделение на 60 коек является единственным детским отделением в Нижегородской области.
Петром Петровичем Кащенко была впервые проведена в России перепись психически больных и создана поэтапная система психиатрической помощи. Нижегородская областная психоневрологическая больница № 1 им. П. П. Кащенко изначально создавалась как больница-колония для хронических больных. Больница-колония была создана 10 февраля 1901 года. П. П. Кащенко работал 15 лет в Нижегородской губернии, и 1904 году он уехал из Нижнего Новгорода, возглавив психиатрическую больницу № 1 в Москве (до 1994 носившую имя Кащенко), а затем Сиворицкую психиатрическую больницу в Петербурге (ныне — Санкт-Петербургское государственное бюджетное учреждение здравоохранения «Психиатрическая больница № 1 им. П. П. Кащенко»).
ГБУЗ НО «НОПНБ № 1» официально создана на основании решения Нижегородского областного Совета народных депутатов от 20 июля 1993 года № 234-М «О создании учреждений здравоохранения». В соответствии с распоряжением Правительства Нижегородской области больнице присвоено имя Петра Петровича Кащенко.
Архитектурный комплекс больницы (архитектор П. П. Малиновский) в 1999 году был признан выявленным объектом культурного наследия (памятником истории). Тем не менее в 2011 году правительство Нижегородской области отказалось включить комплекс больницы в Единый государственный реестр объектов культурного наследия.

## Структура
- Психоневрологическое диспансерное отделение
- Приемный покой
- 1-6 отделения
- 7-13 отделения
- Физиотерапевтическое отделение
- АСПЭ
- Аптека
- Лабораторно-диагностическая служба[7]